# Hemerocallis lilioasphodelus
La azucena amarilla común (Hemerocallis lilioasphodelus) es una de las especies comúnmente denominadas "lirios de día". Se trata de una especie herbácea, perenne y rizomatosa perteneciente a la familia Xanthorrhoeaceae. Esta planta es nativa del noroeste de China, Corea y el este de Siberia, y se caracteriza por sus flores de color amarillo limón.

## Descripción

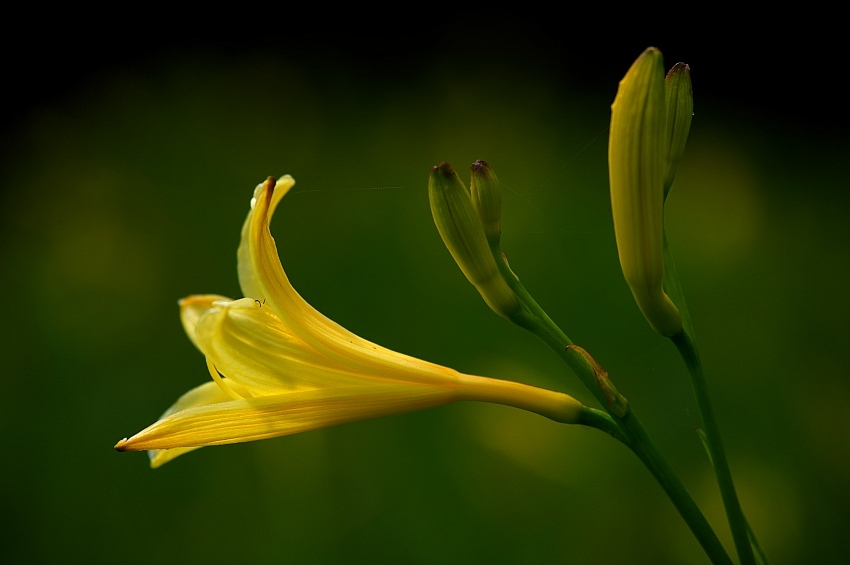
Hemerocallis lilioasphodelus, perigonio infundibuliforme.

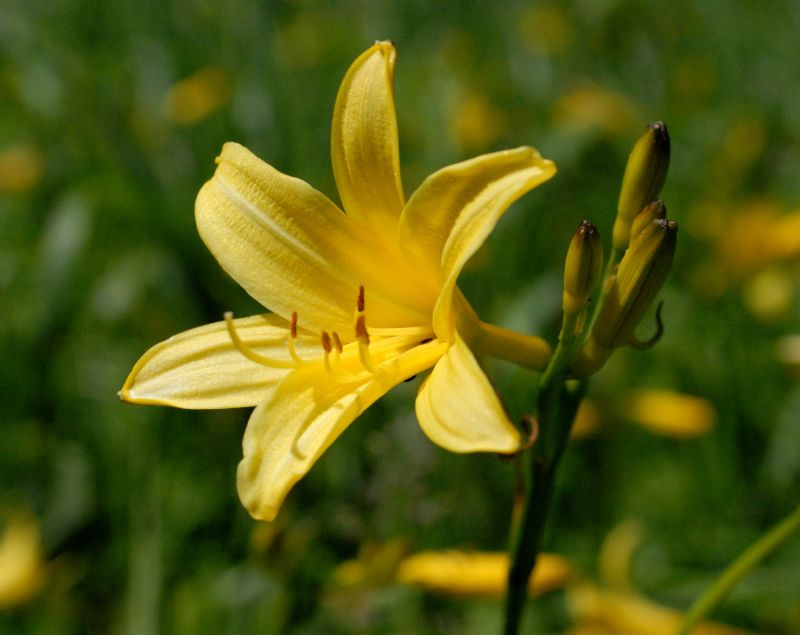
Detalle de una flor de Hemerocallis lilioasphodelus.

Hemerocallis lilioasphodelus es una planta herbácea, perenne, caducifolia, rizomatosa y con raíces engrosadas. Las hojas son abundantes, dísticas, lineares, aquilladas, de color verde oscuro, alcanzan los 75 cm de largo por 1 a 1,4 cm de ancho. Las flores son levemente perfumadas, de color amarillo limón y tienen hasta 7-8 cm de largo y 7,5 a 10 cm de diámetro. Los tépalos se hallan unidos en su base, formando un tubo perigonial de 2,5 cm de largo. Las flores se hallan reunidas en inflorescencias paniculadas de 5 a 9 miembros, en la extremidad de un largo escapo bracteado de hasta 1 m de altura, ramificado en su porción superior.

## Cultivo
Se lo utiliza en jardinería y paisajismo ya que provee color y contraste en los macizos de plantas perennes cuando se la cultiva en grupos. En parques grandes, es efectiva también para solucionar la erosión cultivándola en las pendientes. Así mismo, aun cuando las plantas no se hallen en floración, las hojas proveen un elegante follaje, color y textura en los macizos de perennes.
Es una planta de fácil cultivo en cualquier suelo bien drenado y en un lugar a pleno sol. Es tolerante a suelos pobres, a los veranos excesivamente cálidos y a la falta de humedad.
Para mantener el vigor de las plantas y asegurar que florezcan profusamente, es necesario dividir las matas muy grandes, excesivamente pobladas, y remover los escapos cuando las flores han terminado la floración.

## Sinonimia
Esta especie ha recibido numerosos sinónimos a través del tiempo. Entre ellos,
- H. lutea Gaertn. 1790
- H. flava L. 1762
- H. Lilio-Asphodelus flavus L. 1753
- Asphodelus liliaceus luteus Theodor 1590
- Asphodelus luteus liliflorus Pena & Lobel, 1570
- Liliosphodelus luteus liliflorus Dodoens 1554